# Pseudotanais kurchatovi
Pseudotanais kurchatovi is een naaldkreeftjessoort uit de familie van de Pseudotanaidae. De wetenschappelijke naam van de soort is voor het eerst geldig gepubliceerd in 1978 door Kudinova-Pasternak & Pasternak.